# Guilherme Espírito Santo
Guilherme Santa Graça Espírito Santo (ur. 30 października 1919 w Lizbonie, zm. 25 listopada 2012 tamże) – portugalski piłkarz, napastnik oraz lekkoatleta. Długoletni zawodnik Benfiki.
Piłkarzem SL Benfica był w latach 1936–1941 oraz 1943–1950. W tym czasie cztery razy zostawał mistrzem Portugalii (1937, 1938, 1945 i 1950), trzykrotnie triumfował w Pucharze Portugalii (1940, 1944 i 1949). Miał angolskie korzenie i był pierwszym czarnoskórym reprezentantem Portugalii w piłce nożnej. W reprezentacji Portugalii zagrał łącznie 8 razy i strzelił jedną bramkę. Debiutował 28 listopada 1937 w meczu z Hiszpanią, ostatni raz zagrał w 1945.
Jako lekkoatleta specjalizował się w skoku w dal, wzwyż i trójskoku. W każdej z tych konkurencji był dwukrotnym mistrzem Portugalii.